# Békés egymás mellett élés

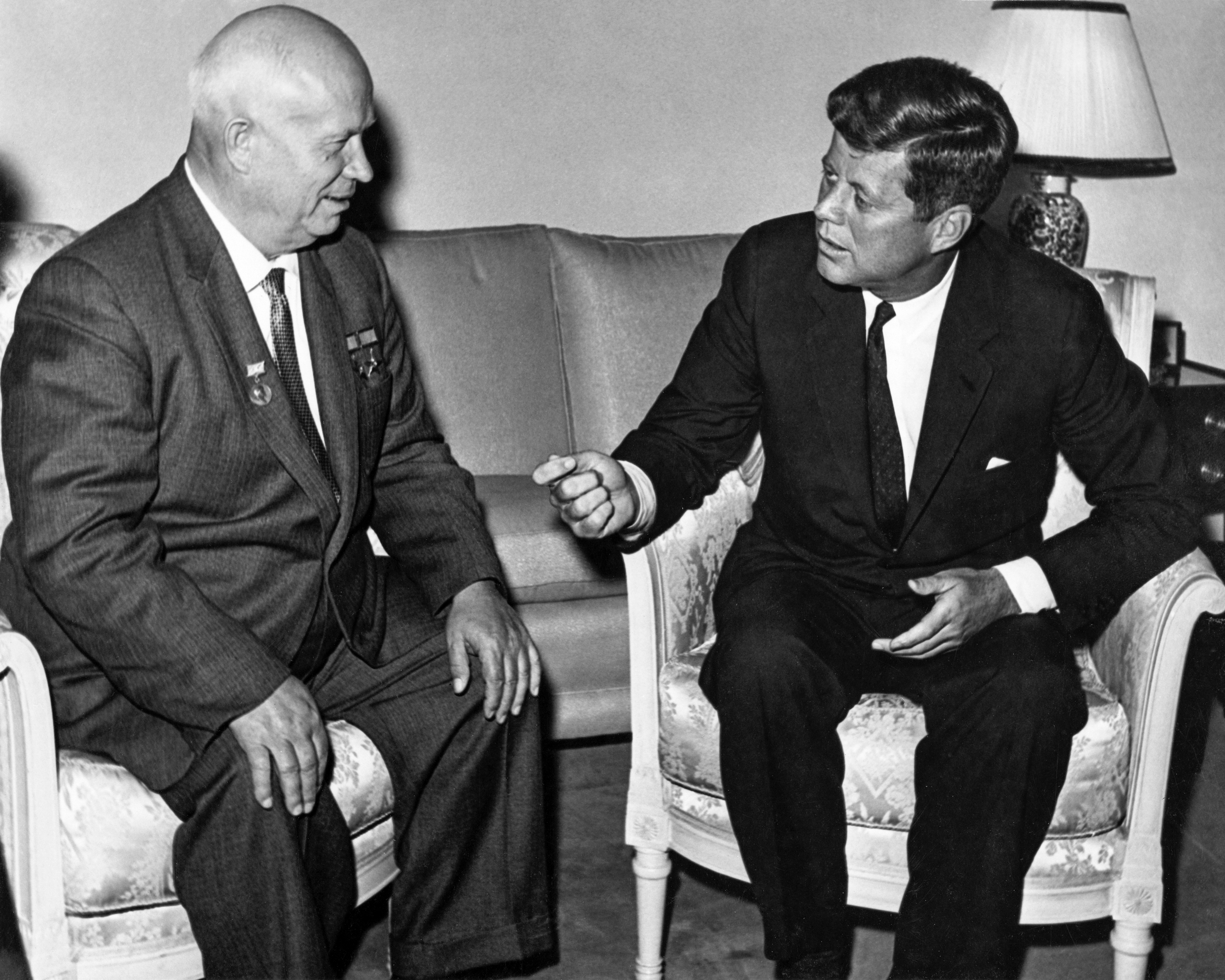
Hruscsov és Kennedy találkozója Bécsben, 1961

A békés egymás mellett élés (oroszul мирное сосуществование, angolul peaceful coexistence) nemzetközi politikai fogalmát a szovjet külpolitikában a hidegháborúnak a második világháborút követő különösen kiélezett szakasza után, a Hruscsov politikája által fémjelezte enyhülési időszakban kezdték széles körben használni.
A fogalom másik fő alkalmazási területét Ázsiában az 1954-es indiai-kínai tárgyalásokon elfogadott nyilatkozat alapozta meg, ami a békés egymás mellett élés öt alapelvéről szólt, később széles körben használt hindi nyelvű  formában Pancsa Sila doktrínaként emlegették. 
A fogalom fő politikai tartalma a szocialista és kapitalista világrendszer közötti békés verseny lehetőségének elfogadása volt, a háború elkerülhetetlenségének dogmájával szemben.
A magyar kifejezés megalkotói az eredeti orosz szó pontos fordítását, az „együttlétezés” szót magyartalannak, az „együttélést” túl intimnek tartották, ezért választották ezt a négy szóból álló megoldást.
Az 1989 után az európai szocialista országokban végbement rendszerváltások, a szocialista világrendszer megszűnte után a fogalom elvesztette jelentőségét.

## Definíciója
Egy lehetséges definíció szerint a békés egymás mellett élés gyűjtőelv, amely a nemzetközi jog alapvető, minden államra kötelező elveit tartalmazza:
- az államok szuverenitása, egyenlősége
- az egymás belügyeibe történő be nem avatkozás
- az erőszak tilalma
- az önrendelkezés joga
- a nemzetközi szerződések jóhiszemű teljesítése
- a nemzetközi viták békés rendezése
- az államok együttműködési kötelezettsége.

## Története

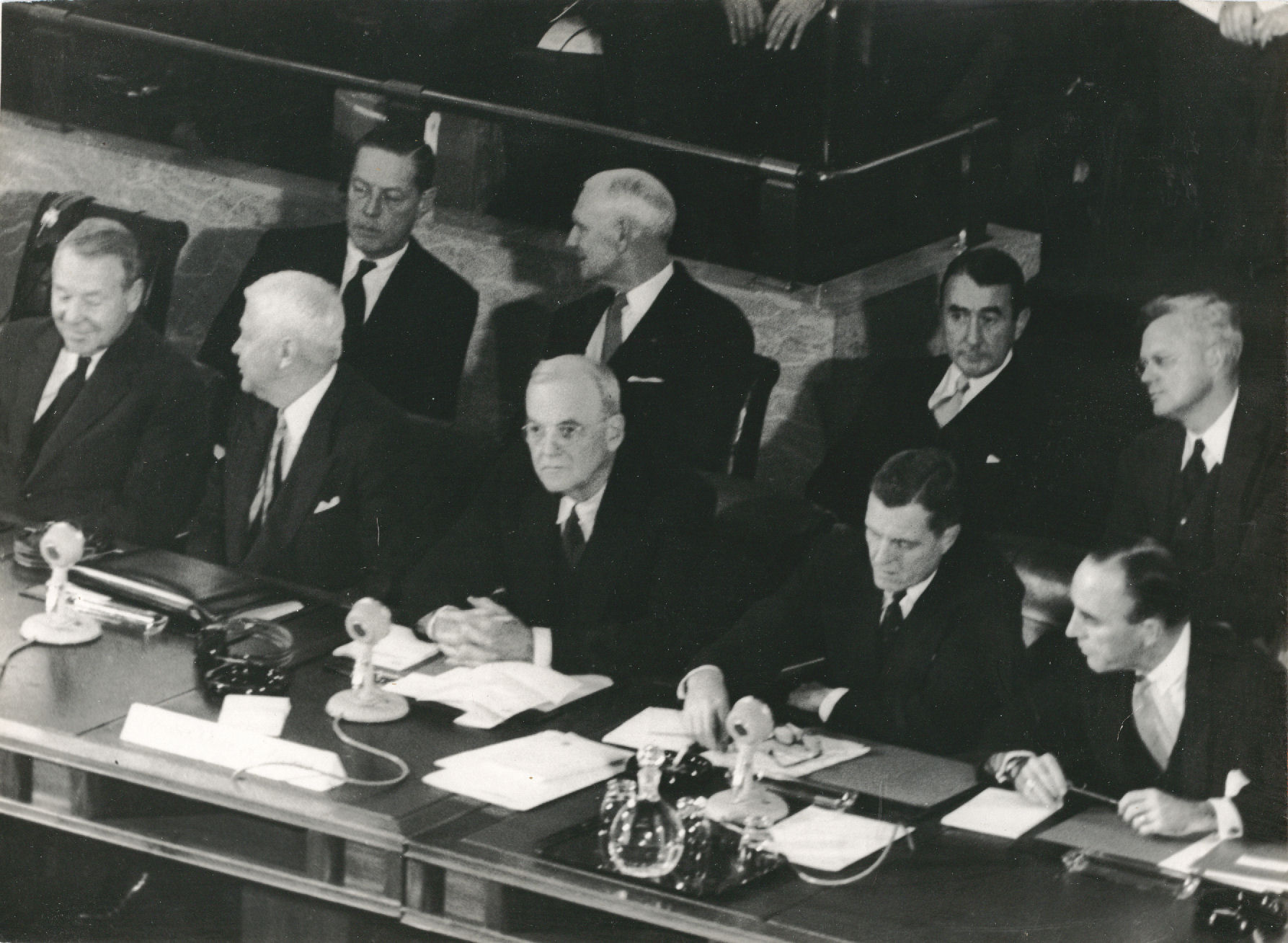
Az amerikai küldöttség a genfi csúcstalálkozó tárgyalásain John Foster Dulles külügyminiszterrel

A békés egymás mellett élés gondolatát nemzetközi fórumokon először 1922 áprilisában Csicserin szovjet külügyminiszter vetette fel az első világháború utáni helyzetet rendezni hivatott genovai konferencián Lenin utasítására  mint a Szovjetunió javaslatát a különböző társadalmi rendszerű országok közötti békés egymás mellett élésre és gazdasági együttműködésre.
A második világháború után, a hidegháború megindulása nyomán a Szovjetunió és szövetségesei az elkerülhetetlennek tartott következő háborúra készültek. Sztálin halála után azonban az új szovjet vezetés változtatott külpolitikáján is, és a két világrendszer közötti háború elkerülhetetlenségének gondolata háttérbe szorult a szovjet ideológiában.
Hruscsov 1956-ban az SZKP XX. kongresszusán alapvető változásokat hirdetett meg. Az új külpolitika lényege a két szuperhatalom közötti feszültségek csökkentése, a nukleáris háború elkerülése, a békés egymás mellett élés lett. Hruscsov az ilyen irányú elkötelezettségét már az 1955-ös genfi csúcstalálkozón való részvételével, majd az 1959-ben tett 13 napos egyesült államokbeli látogatásával demonstrálta.
A békés egymás mellett élés gondolata világméretű elterjedésében nagy szerepet kapott az indiai–kínai közeledés, és a közöttük megkötött 1954-es megállapodás. Az ekkor elfogadott öt alapelv, a korban elterjedt hindi nyelvű nevén Pancsa sila a következő volt:
- egymás területi épségének és szuverenitásának kölcsönös tiszteletben tartása
- meg nem támadás
- kölcsönös be nem avatkozás egymás belügyeibe
- egyenlőség és kölcsönös előnyök
- békés egymás mellett élés.

Ezeket az elveket részletesebben is kifejtették az Indiába látogató Csou En-laj és Nehru miniszterelnökök közös nyilatkozatában 1954 júniusában. A békés egymás mellett élés öt alapelvét némileg módosított formában az ENSZ is elfogadta 1957 decemberében. A két ázsiai nagyhatalom közötti kapcsolatok azonban  az 1962-es kínai–indiai határháború nyomán megromlottak.
A Kínában lezajlott nagy belső változások, a nagy ugrás és a kulturális forradalom, majd a szovjet–kínai szakítás nyomán a kínai külpolitika is alapvetően megváltozott, és Kína elvetette a békés egymás mellett élés politikáját, és élesen bírálta a Szovjetuniót ezzel kapcsolatban is.
Európában ezzel egyidejűleg az enyhülés politikája kezdett érvényesülni.